# La Micoque
La Micoque is een prehistorische vindplaats in de gemeente Les Eyzies in het Franse departement Dordogne. Het heeft talrijke stenen werktuigen uit het vroeg- tot middenpaleolithicumopgeleverd. Het is de typesite van het Micoquien en belangrijke site van het Tayacien.
Opgravingen aan het begin van de 20e eeuw van de site hebben, met die van Le Moustier, Combe-Capelle en Laugerie-Haute, niet alleen voorheen onbekende industrieën onthuld, maar ook de gelijktijdigheid aangetoond van archeologische culturen waarvan tot dan toe werd aangenomen dat ze elkaar hadden opgevolgd.
De site is sinds 8 maart 1922 geclassificeerd als monument historique. Sinds 1979 staat de site op de Werelderfgoedlijst van UNESCO, een van de 15 sites en grotten in de regio die vermeld staan als de prehistorische locaties en beschilderde grotten in de Vézèrevallei.

## Ligging
De La Micoque-site ligt in het zuidoosten van het departement Dordogne, in de Périgord Noir, in de gemeente Les Eyzies, ongeveer 2,7 km ten noordwesten van Les Eyzies-de-Tayac-Sireuil en ongeveer 1,2 km ten oosten van Manaurie, in de vallei van de Manaurie-beek op de linkeroever (noordkant) van de waterloop, 600m stroomopwaarts van de samenvloeiing van deze laatste met de Vézère op de rechteroever (westkant). De Laugerie-Haute ligt hemelsbreed 600m naar het zuidwesten, Laugerie-Basse en Grand Roc 1,2  km in dezelfde richting.
De ingang is gericht op het zuidwesten.

## Geschiedenis van het onderzoek
In 1895 rapporteerde de eigenaar van het veld aan Pierre Fournier, uit Laugerie-Haute, de aanwezigheid van stenen die hem bewerkt leken. Fournier verzamelde een serie die hij liet zien aan Émile Rivière en Delmas, volgens Peyrony een "antiekhandelaar in Bergerac". Delmas rapporteerde het aan Gustave Chauvet, die onderzoek begon en een belangrijke collectie bijeenbracht, die echter in 1938 verdween.
Vervolgens werde de site door Louis Capitan in 1896, Édouard Harlé in 1897, Denis Peyrony in 1898, L. Coutil in 1903 en 1905, Émile Cartailhac in 1905, en Otto Hauser in 1906 en 1907 opgegraven. Marcellin Boule, Camille Jullian en Henri Breuil bezochten de plek op 17 juni 1906 tijdens de opgravingen van Peyrony, en Louis Capitan voegde zich daar een paar dagen later bij. Daarna huurde Hauser de gehele vindplaats. Aan het einde van het huurcontract zorgde Peyrony ervoor dat de Franse staat het terrein kocht en de opgravingen daar in 1929 tot 1932 hervatten. Peyrony beschreef de stratigrafische volgorde door 15 lagen te onderscheiden die zes archeologische niveaus omvatten.
De lithische industrieën werden bestudeerd door François Bordes, die er in 1956 een beperkte opgraving ondernam.
Begin jaren 70 van de 20e eeuw werd de volgorde voor het eerst herzien door Henri Laville en Jean-Philippe Rigaud, waarna laatstgenoemde, in samenwerking met André Debénath, er van 1989 tot 1997 nieuwe opgravingen uitvoerde. Een nieuwe herziening van de sedimentaire geschiedenis werd gepubliceerd door J.-P. Texier en P. Bertran in 1993.

## Stratigrafische volgorde
Volgens het laatste onderzoek uit 1993 kunnen de afzettingen bij Micoque worden onderverdeeld in drie sedimentaire groepen:
- een onderste reeks (overeenkomend met de lagen I tot XII onderscheiden door Laville en Rigaud), 2,50m dik, bestaande uit kiezels en grind, en verstoken van archeologische overblijfselen
- een middenreeks (overeenkomend met de lagen A tot M van Peyrony), bestaande uit een kleiachtige eenheid van 1 m dik aan de basis (laag A) en granogeclassificeerde kalksteenkiezels en grind van meer dan 7 m dik, afgewisseld met rode zand-kleiachtige niveaus (niveaus E, H en L van Peyrony): vrijwel alle archeologische niveaus van de site zijn hiermee geassocieerd, in het bijzonder het Tayacien
  - laag L2/3 (Marine Isotope Stage 10), volgens Bordes de zuidelijke Acheuléen-periode (vroeg middenpaleolithicum), toonde een industrie die bijna uitsluitend gericht was op de productie van afslagen
- een bovenste reeks, zand-kleiachtig, met een gemiddelde dikte van 2 m, tegenwoordig afwezig in het controlegedeelte: het archeologische niveau dat leidde tot de definitie van het Micoquien zou aan de basis van dit reeks kunnen liggen, maar is bij recente opgravingen niet meer gevonden

Hoewel voorheen werd aangenomen dat ze het gevolg waren van cryoclastische verschijnselen (uitbarstingen en bewegingen die verband houden met kou), vertonen de kiezelstenen en grind van de lagere en middelste reeksen alle kenmerken van alluviale materialen, afgezet door een waterloop. Deze niveaus komen overeen met afzettingen van meanderende riviergeulen, wat wordt bevestigd door de aanwezigheid van slakken die kenmerkend zijn voor gematigde aquatische omgevingen. De geïntercaleerde rode niveaus komen overeen met massastromen afkomstig van de helling boven de locatie, en niet met uitgeloogde paleosolen zoals eerder werd gedacht.
Geologische gegevens (hoogte van het terras aan de basis van de middelste reeks) en talrijke data (Elektronspinresonantie en Uranium-thoriumdatering) duiden op een leeftijd tussen Marine Isotope Stage 12(ongeveer 425.000 / 480.000 jaar BP) en Marine Isotope Stage 10 (335.000 / 370.000 BP) voor de lagere en middelste reeks. Het kleiachtige alluvium met gastropoden aan de basis van de middelste reeks komt overeen met een interglaciale fase, logischerwijs Marine Isotope Stage 11 (370.000 / 425.000 BP). De hogere reeks ontstond waarschijnlijk tijdens het Holoceen.

## Stenen werktuigen
Omdat de archeologische niveaus van het middelste reeks beïnvloed werden door significante post-depositionele verstoringen die verband hielden met de rivieromgeving, is grote voorzichtigheid geboden bij het bestuderen ervan. Ze omvatten het Tayacien zoals gedefinieerd door Henri Breuil (lagen 4 en 5). Deze industrie wordt gekenmerkt door slecht uitgebreide debitage geassocieerd met gereedschappen die doen denken aan het Moustérien, met talrijke racloirs en vooral getande en ingekeepte werktuigen geassocieerd met zeldzame atypische vuistbijlen. 
Capitan beschreef talloze goed bewerkte vuistbijlen, soms slechts aan één kant bewerkt en klein (5-15 cm). Projectielpunten komen relatief vaak voor, racloirs zijn zeer talrijk, er zijn ook schijven. Hij concludeert dat het geheel doet denken aan een Acheuleaanse industrie, maar dan met een overvloed aan racloirs.
François Bordes erkende het als een aparte industrie, waar hij de chronologische betekenis van pre-Würm Mousterien aan gaf, dat wil zeggen een vorm van "pre-Moustérien".
Het Micoquien (basis van de bovenste groep, niveau N / laag 6) werd gedefinieerd als een laat-Acheuléen industrie, die bijzonder fijn afgewerkte vuistbijlen omvatte, waarvan sommige convexe randen hadden. 
De industrieën van deze afzetting behoren tot de oudste in de Périgord en zijn van fundamenteel belang voor het begrip van de prehistorie van de regio, en zelfs ver daarbuiten.
- Virtual International Authority File: 248302644